# آنا صوفيا سانشيز
آنا صوفيا سانشيز (بالإسبانية: Ana Sofía Sánchez)‏ مواليد 13 أبريل 1994 في ولاية سان لويس بوتوسي، المكسيك، هي لاعبة كرة مضرب مكسيكية. أعلى تصنيف لها في تصنيف رابطة محترفات كرة المضرب في الفردي كان 280. أعلى تصنيف لها في الزوجي كان 324.

## روابط خارجية
- آنا صوفيا سانشيز على موقع رابطة محترفات التنس (الإنجليزية)
- آنا صوفيا سانشيز على موقع الاتحاد الدولي لكرة المضرب (الإنجليزية)
- آنا صوفيا سانشيز على موقع كأس بيلي جين كينغ (الإنجليزية)
- آنا صوفيا سانشيز على موقع خلاصة التنس.كوم (الإنجليزية)